# Paco Ochoa
Francisco Javier Ochoa Ruiz (1973- ), conocido como Paco Ochoa, es un actor español de teatro, cine y televisión que ha trabajado en una gran variedad de espectáculos desde 1997. Es ganador del Premio MAX de las Artes Escénicas como Mejor actor de reparto de la XX edición en 2017, así como el Premio al Mejor actor protagonista en 2015 en los Premios Internacionales de la Central Academy of Drama de Pekín por El Laberinto Mágico de Max Aub, dirigido por Ernesto Caballero.

## Biografía
Francisco Javier Ochoa Ruiz nació el 19 de septiembre de 1973 en la localidad gaditana de  Algeciras en Andalucía  (España). Desde niño manifestó su afición a la representación teatral participando en la escuela en diferentes montajes teatrales basados en dibujos animados como La vuelta al mundo de Willy Fog o  D'Artacán y los tres mosqueperros. Tras finalizar los estudios de primaria y secundaria ingresó en la  Universidad de Granada para estudiar Filosofía y Letras donde formó parte del grupo de teatro del centro. Tras finalizar los estudio universitario comenzó su carrera escénica.  
Fue responsable de la sala  alternativa Teatro El Apeadero de Realejo en la que realizó tres montajes con textos propios hasta que en 2010 se trasladó a Madrid donde ha participado en producciones del Centro Dramático Nacional en la que obtuvo varios premios, como las obras El laberinto Mágico, Shock 1 (El Cóndor y el Puma) y Shock 2 (La Tormenta y la Guerra), dirigidas por Andrés Lima. También ha participado en diferentes series de TV como El Ministerio del Tiempo, El príncipe, Arrayán o Mercado Central y en cine con películas como 23-F: La película y Malasaña 32.

## Filmografía

### Cortometrajes
| Año  | Título              | Dirección      | Producción            |
| ---- | ------------------- | -------------- | --------------------- |
| 2009 | Barriobajeros       | Pedro Pacheco  | Demente Films         |
| 2009 | Exclusiva           | Jesús Cuevas   | Séptimo de Caballería |
| 2008 | La agonía del perro | Sergio Guaschi |                       |

### Largometrajes
| Año  | Título                         | Dirección                          | Producción                                            |
| ---- | ------------------------------ | ---------------------------------- | ----------------------------------------------------- |
| 2020 | 23-F: la película.             | Chema De la Peña                   | Lazona Films                                          |
| 2017 | Ira, biografía de un asesinato | Jota Aronak                        | Ramdoms Dilms                                         |
| 2014 | Sin fin                        | César Glenda y José Esteban Glenda | Producciones Transatlánticas, Solita Films y Elamedia |
| 2011 | Malasaña 32                    | Albert Pintó                       | Warner Bros., Bambú Producciones                      |

## Televisión
| Año       | Serie                    | Cadena          | Producción                |
| --------- | ------------------------ | --------------- | ------------------------- |
| 2023      | 4 estrellas              | La 1            | The good mood productions |
| 2023      | Entre tierras            | Atresmedia      | Boomerang TV              |
| 2023      | Poquita fe               | Movistar+       | Buendía Producción        |
| 2023      | La chica de nieve        | Netflix         | Atípica Films             |
| 2019-2020 | Mercado central          | TVE             | Diagonal TV               |
| 2019-2020 | Caronte                  | Mediaset España | Big Bang Media            |
| 2018      | Justo antes de Cristo    | Movistar+       |                           |
| 2018      | Capítulo 0               | Movistar+       | 7 y Acción                |
| 2018      | Vergüenza                | Movistar+       | Apaches Producciones      |
| 2018      | Centro médico            | TVE             | Zebra Producciones        |
| 2017      | El ministerio del tiempo | TVE             | Onza Entertainment        |
| 2017      | Velvet colección         | Movistar+       | Bambú                     |
| 2016      | Amar es para siempre     | Antena 3        | Diagonal TV               |
| 2016      | Velvet                   | Antena 3        | Bambú                     |
| 2015      | Seis Hermanas            | TVE             | Bambú                     |
| 2015      | Apaches                  | Antena 3        | Grupo Secuoya             |
| 2013      | El príncipe              | Tele 5          | Plano a plano             |
| 2012-2017 | B&B, de boca en boca     | Tele 5          | Globomedia                |
| 2010      | La que se avecina        | Tele 5          | Contubernio               |
| 2010      | Cuéntame cómo pasó       | TVE             | Grupo Ganga               |
| 2010      | Vamos que nos vamos      | Canal Sur       | Summers Producciones      |
| 2009      | Somos cómplices          | Antena 3        | Linze TV                  |
| 2008-2009 | Ponme una nube           | Canal Sur       | Linze TV                  |
| 2008      | Escenas de matrimonio    | Tele 5          | Miramon Mendi             |
| 2008      | Hospital Central         | Tele 5          | Videomedia                |
| 2008      | Aída                     | Tele 5          | Globomedia                |
| 2006-2008 | Arrayán                  | Canal Sur       | Linze TV                  |
| 2006-2008 | Colgados con Manu        | Canal Sur 2     | Producciones Cibeles      |
| 2005      | De la mano de Manu       | Canal Sur 2     | Producciones Cibeles      |
| 2004      | Sinceros                 | Canal Sur 2     | Lula Producciones         |

## Teatro
| Año       | Título                                      | Dirección                   | Producción                          |
| --------- | ------------------------------------------- | --------------------------- | ----------------------------------- |
| 2023      | María Luisa                                 | Juan Mayorga                | Teatro de la Abadía-La Zona         |
| 2023      | El proceso                                  | Ernesto Caballero           | Centro Dramático Nacional-Lantia    |
| 2022      | Los columpios                               | José Troncoso               | Centro Dramático Nacional           |
| 2022      | Esta noche se improvisa la comedia          | Ernesto Caballero           | Teatro Español-Lantia               |
| 2021-2022 | Shock II, la tormenta y la guerra           | Andrés Lima                 | Centro Dramático Nacional           |
| 2019-2021 | Shock, el cóndor y el puma                  | Andrés Lima                 | Centro Dramático Nacional           |
| 2019      | La ternura                                  | Alfredo Sanzol              | Lazona                              |
| 2018      | Luces de bohemia                            | Alfredo Sanzol              | Centro Dramático Nacional           |
| 2017      | Un soñador para un pueblo                   | Ernesto Caballero           | Centro Dramático Nacional           |
| 2016-2017 | Jardel, un escritor de ida y vuelta         | Ernesto Caballero           | Centro Dramático Nacional           |
| 2016      | Vida de Galileo                             | Ernesto Caballero           | Centro Dramático Nacional           |
| 2015-2017 | El laberinto mágico                         | Ernesto Caballero           | Centro Dramático Nacional           |
| 2015      | Sueño de una noche de verano                | Darío Facal                 | Metatarso Producciones              |
| 2014-2015 | Rinoceronte                                 | Ernesto Caballero           | Centro Dramático Nacional           |
| 2014      | Montenegro                                  | Ernesto Caballero           | Centro Dramático Nacional           |
| 2014      | Boomerang                                   | Ernesto Caballero           | Centro Dramático Nacional           |
| 2013-2014 | Doña Perfecta                               | Ernesto Caballero           | Centro Dramático Nacional           |
| 2013      | La reina mora / alma de dios                | Jesús Castejón              | Teatro de la Zarzuela               |
| 2012      | En la vida todo es verdad y todo es mentira | Ernesto Caballero           | Compañía Nacional de Teatro Clásico |
| 2010-2011 | La colmena científica (o el café de negrín) | Ernesto Caballero           | Centro Dramático Nacional           |
| 2010      | Lo que queda de nosotros                    | Vanessa López y Pablo Lomba | Alfresquito Producciones            |
| 2009      | Arranca que nos vamos. Capitán pollo.       | Paco Ochoa                  |                                     |
| 2009      | El bateo / de Madrid a París                | Andrés Lima                 | Teatro de la Zarzuela               |
| 2008      | Poeta en Nueva York                         | Blanca Li                   | Centro Andaluz de Danza             |
| 2007      | Marat-Sade                                  | Andrés Lima                 | Centro Dramático Nacional           |
| 2006      | Cómo cómo                                   | Miguel Olmeda               | Pikor Teatro                        |
| 2004-2005 | Cabaret nómada                              | Emilio Goyanes              | Laví e Bel Teatro                   |
| 2004-2005 | La verbena de la paloma                     | Joan Font                   | Els Comediants                      |
| 2003      | Juana de Arco en la hoguera                 | Danielle Abbado             | Festival Música/Danza de Granada    |
| 2003      | La tempestad                                | Emilio Goyanes              | Laví e Bel Teatro                   |
| 2002-2004 | Cabaret caracol                             | Emilio Goyanes              | Laví e Bel Teatro                   |
| 2002      | Potaje                                      | Pepa Díaz-Meco              | Compañía Pepadasola                 |
| 2001      | La vidada                                   | Emilio Goyanes              | Laví e Bel Teatro                   |
| 2000      | La flauta mágica                            | Joan Font                   | Els Comediants                      |
| 2000      | Lorca y la ciudad                           | Francisco Ortuño            | Centro Estudios Escénicos Andalucía |
| 1998-2001 | Marco polo                                  | Emilio Goyanes              | Laví e Bel Teatro                   |
| 1997-1998 | La luna                                     | Emilio Goyanes              | Laví e Bel Teatro                   |

## Premios
- Premio Max 2017, Mejor Actor de Reparto por El laberinto Mágico.
- Premio V Edición Central Academy of Drama de Pekín 2015, Mejor Actor Protagonista por El laberinto Mágico.